# 凯旋门

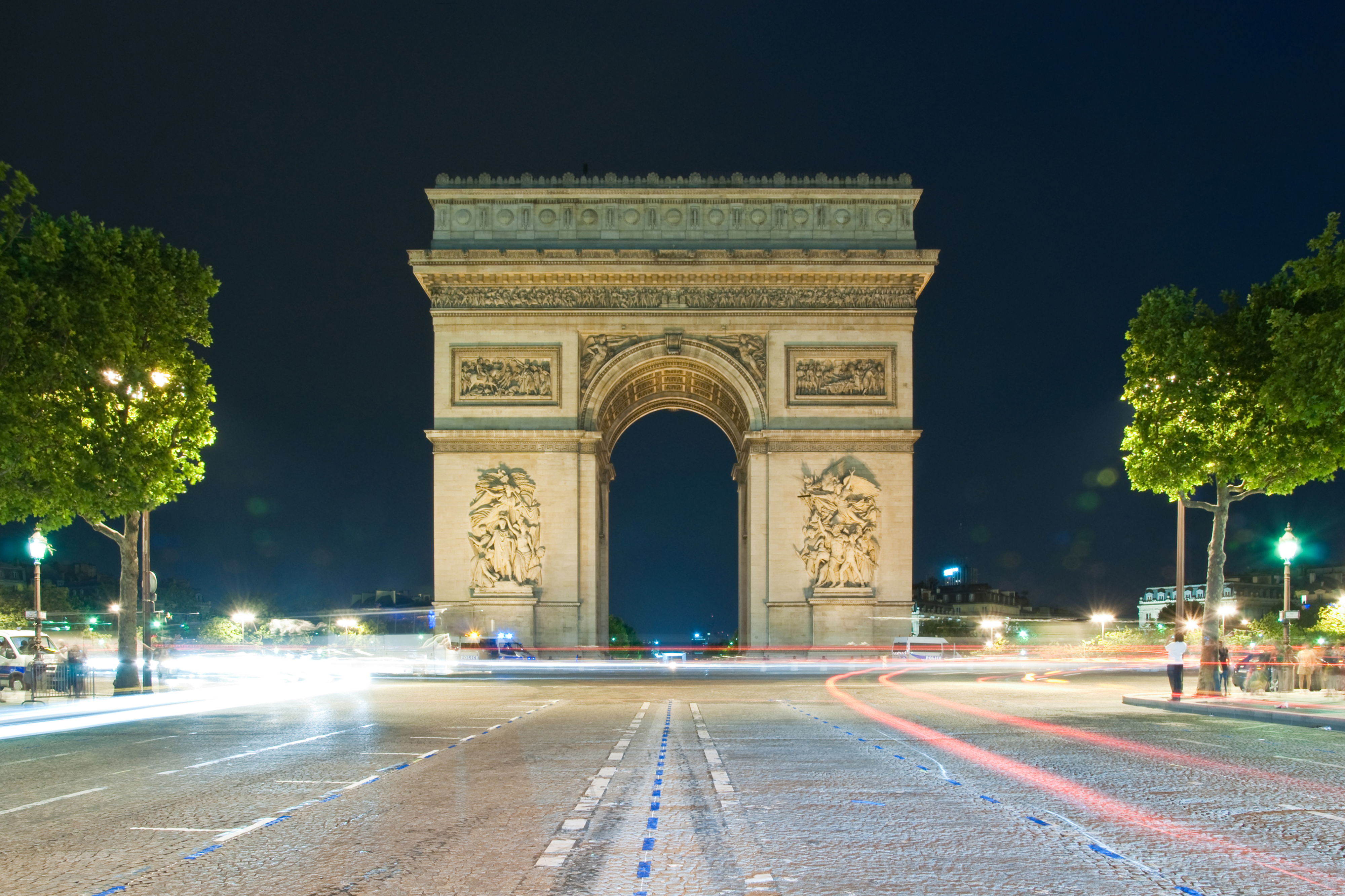
巴黎凱旋門

凱旋門是一種獨立的紀念性結構，該建築呈現拱門形狀，是門的一種，通常為横跨在一条道路上之獨立性建築，在其最簡單的形式中，凱旋門由兩個拱門連接的巨大橋墩組成，頂部設有一個平坦的柱頂或閣樓，上面能夠安裝雕像或刻有紀念銘文。主體結構通常雕刻裝飾、浮雕和奉獻者等。更精緻的凱旋門則可能設有多個拱門。
凱旋門是與古羅馬建築相關，最有影響力和最獨特的建築類型之一。凱旋門被認為古代羅馬人創建的，用於紀念戰爭勝利的重大公共事件，例如新殖民地的建立、道路或橋樑的建造、皇室成員的去世或新皇帝的登基等，至今留存的羅馬凱旋門包括提图斯凯旋门、塞维鲁凯旋门及君士坦丁凱旋門等。啟發了許多後羅馬國家和統治者以模仿凱旋門。使世界各地皆有仿照古羅馬凱旋門建造的建築物。最著名的是巴黎的凱旋門、聖彼得堡的納爾瓦凱旋門與倫敦的威靈頓拱門。
凱旋門本身具有慶祝軍事成功之宣傳性質功能，因此不應與紀念門、拱門和城門混淆，例如柏林的勃蘭登堡門、紐約市的華盛頓廣場拱門或新德里的印度門。或是因紀念一個事件（例如國家獨立、戰爭傷亡）而建造的建築。凱旋門也是中世紀教堂聖壇入口上方拱門的名稱，能夠放置十字架。

## 起源與發展

### 羅馬凱旋門
凱旋門的創立及發展通常被視為古羅馬建築的一部分。如同過古羅馬時期所興建的渡槽、橋樑、圓形劇場和圓頂一樣，凱旋門也是採用拱形原理技術而興建。羅馬人可能從伊特鲁里亚文明學習了拱門建造技術。在當時，伊特魯里亞人經常興建精心裝飾的單海灣拱門，作為通往城市的大門或門戶 ；伊特魯里亞拱門的例子在今日的佩魯賈和沃爾泰拉依舊可見。
羅馬凱旋門共有兩個關鍵元素：圓頂拱門和方形柱頂，自古希臘長期以來一直作為獨立的建築元素使用，但希臘人更喜歡在神廟中使用柱頂，並且幾乎完全將拱門的使用限制在承受外部壓力的結構，如墳墓和下水道。因此，羅馬凱旋門在一個獨立的結構中結合了圓形拱門和方形拱頂。最初的支撐柱變成了拱門外表面的裝飾元素，而拱頂從建築支撐的角色中解放出來，拱門建造者則希望通過使用建築上的雕像，傳達著公民和宗教資訊的框架，以及象徵性、敘事性和裝飾性的元素。
現代術語的凱旋門基本源於羅馬凱旋門的觀念，即這種建築形式是通過羅馬元老院投票表決，以授予特別成功的羅馬將軍凯旋式勝利的獎勵、紀念有關。最早為紀念勝利而建立的凱旋門是在羅馬共和國時期建造的。當時被稱為「fornices（穹窿門）」，並帶有描述紀念勝利和凱旋歸來的意象。盧修斯·斯特里蒂努斯（Lucius Steritinus）曾在公元前196年豎立兩個拱門，以紀念羅馬共和國在西班牙的勝利。另一個穹窿門建在公元前190年由大西庇阿於卡比托利歐山建造，公元前121年，昆圖斯·法比烏斯·馬克西姆斯·阿洛布羅吉庫斯 (Quintus Fabius Maximus Allobrogicus)則在羅馬廣場建造一座穹窿門，上述結構至今並未有倖存下來，因此人們對其外觀知之甚少。
羅馬的凱旋式習俗最終在羅馬帝國初期發生了重大變化，奧古斯都元首下令凱旋和紀念榮譽僅限於皇室成員。「穹窿」一詞則被「拱形」取代。共和國的凱旋門可以由凱旋者自行決定並自費建造，而羅馬凱旋門則是由元老院頒布的法令贊助，或者是由身居高位的富有人士所贊助，通常拱門紀念和提升皇帝、他們的職位和帝國的價值觀而建立。拱門不一定是作為入口建造，並通常豎立在馬路對面，目的是供人通過，而非繞行。

羅馬凱旋門的類型
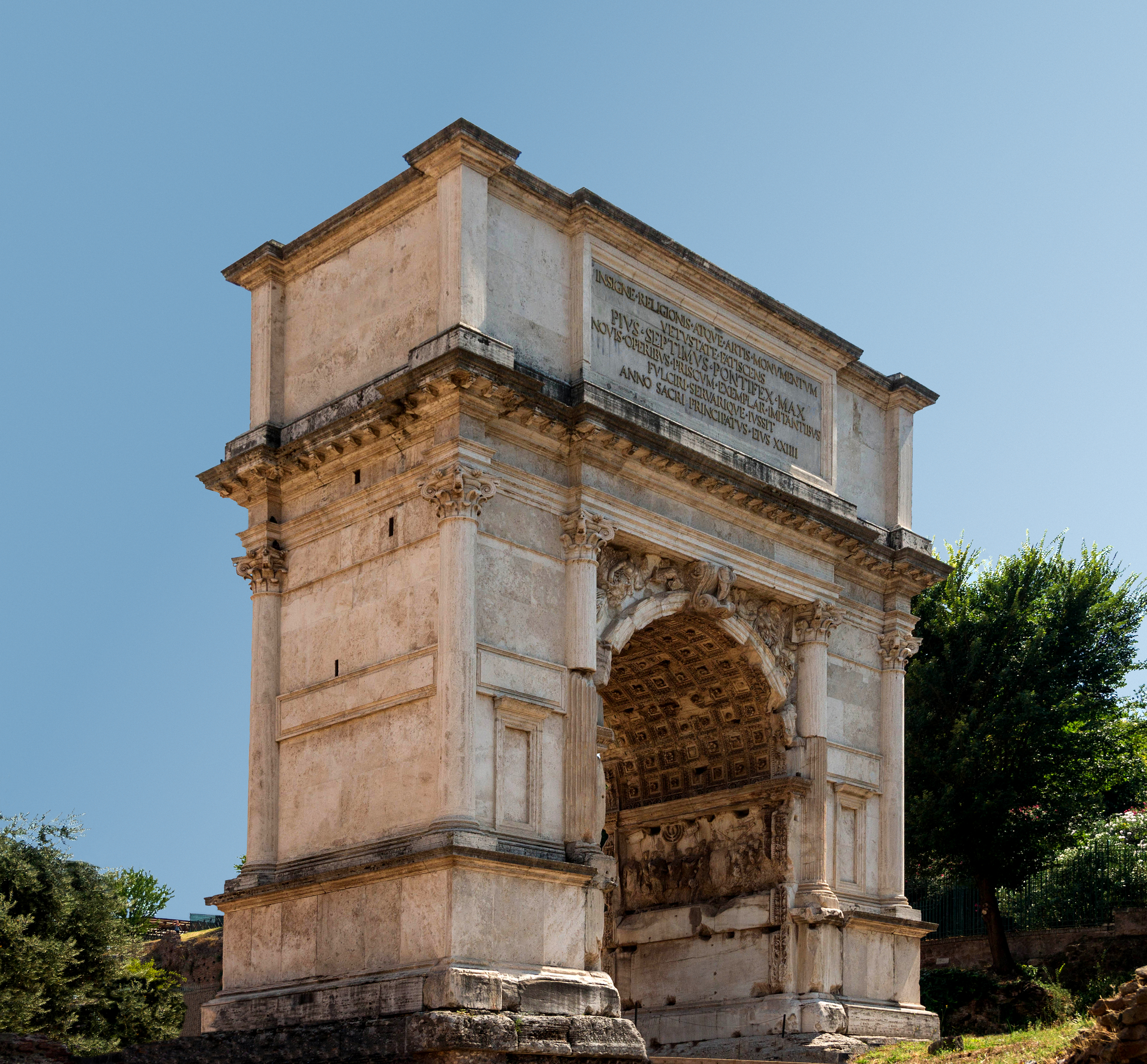
提图斯凯旋门是一座早期的羅馬帝國凱旋門，只有一個拱門，建於公元81年。
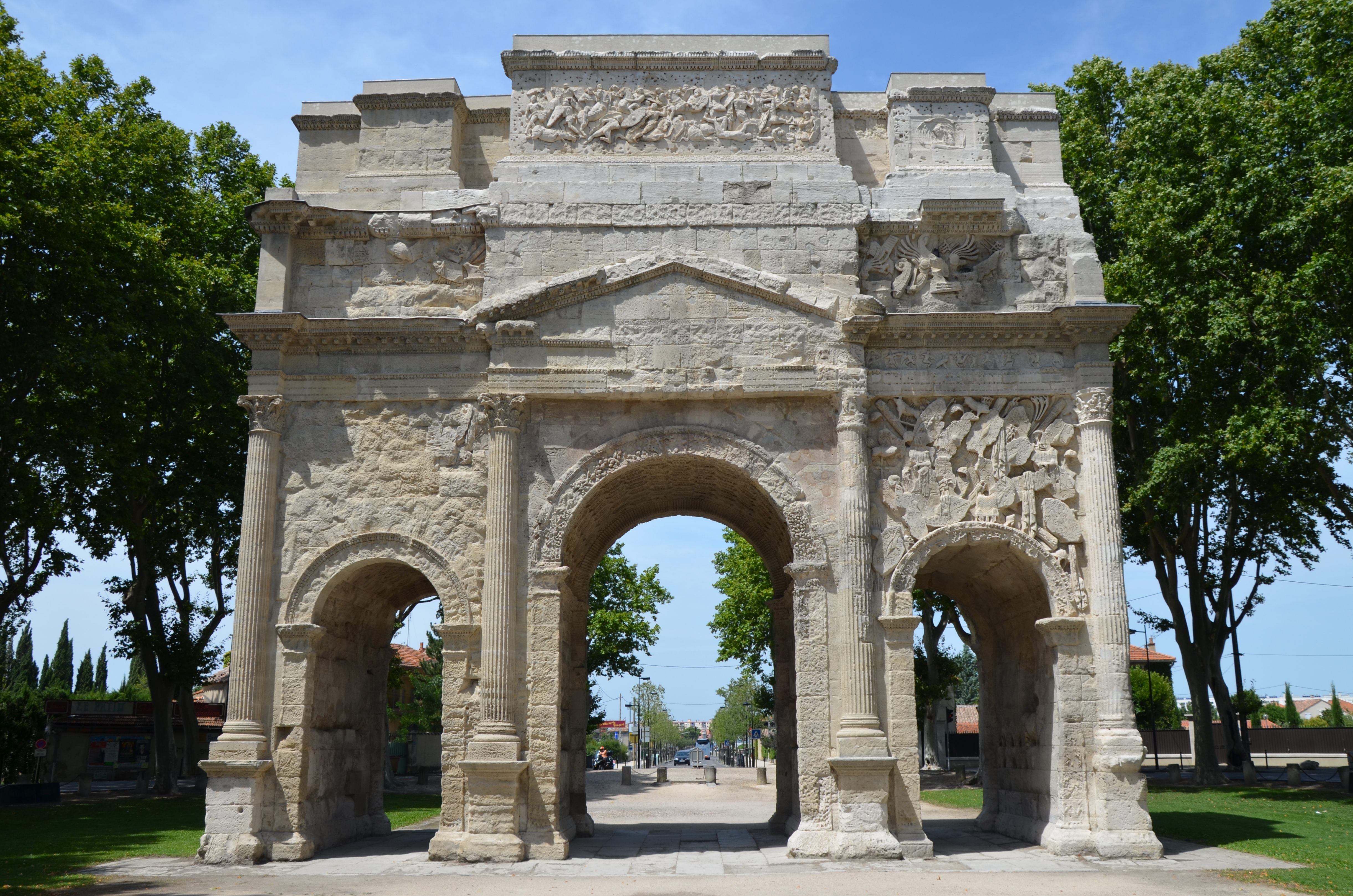
法國奥朗日的奥朗日凱旋門，現存最古老的三拱形羅馬凱旋門，可能建於奧古斯都皇帝統治時期（公元前27年-公元14年），並曾於公元20年代重建
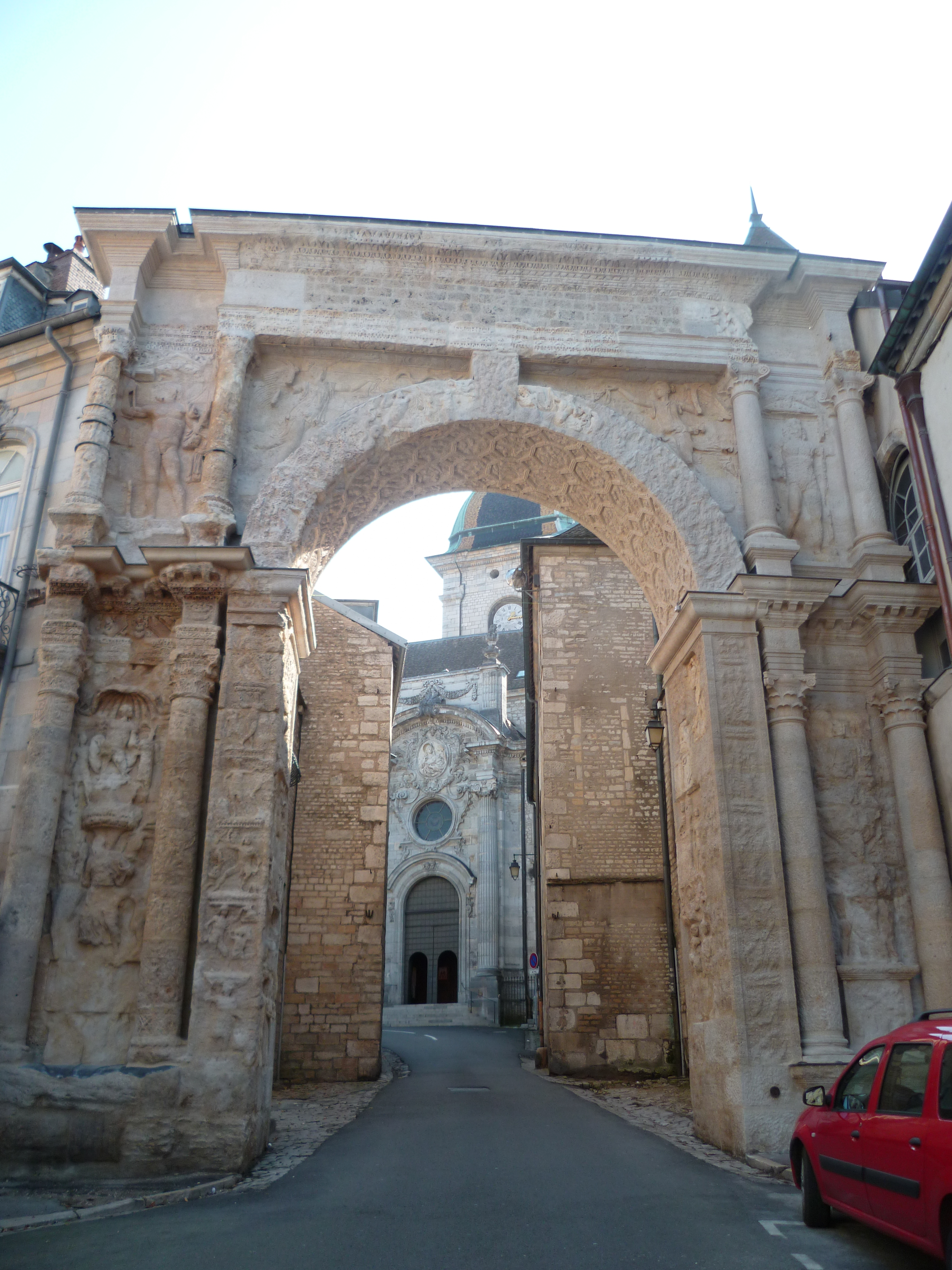
法國貝桑松的黑門，是由兩根柱子疊加而成的單拱門，建於公元171-175年
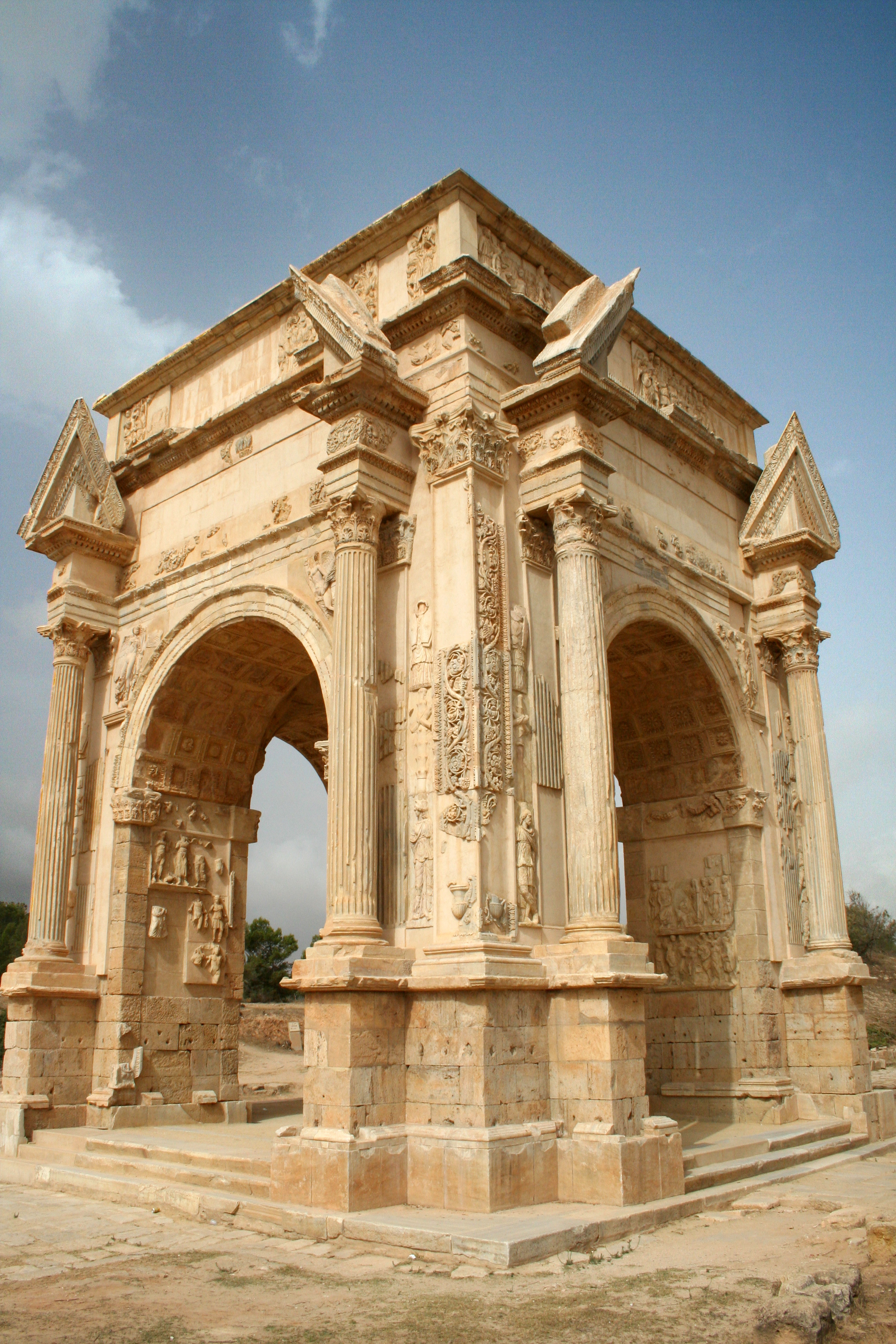
位於利比亞大莱普提斯的塞普蒂米烏斯·西弗勒斯凱旋門，一個四拱形的四邊形拱門，建於公元100年-203年前後
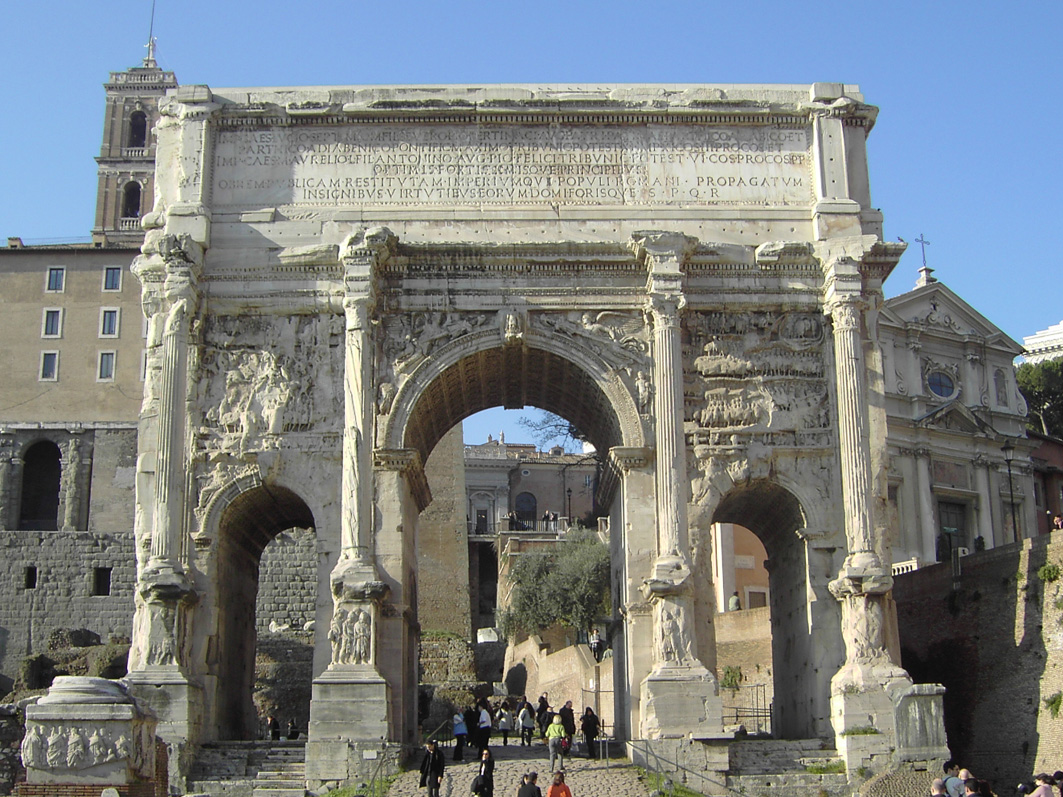
塞维鲁凯旋门，建於公元203年-205年
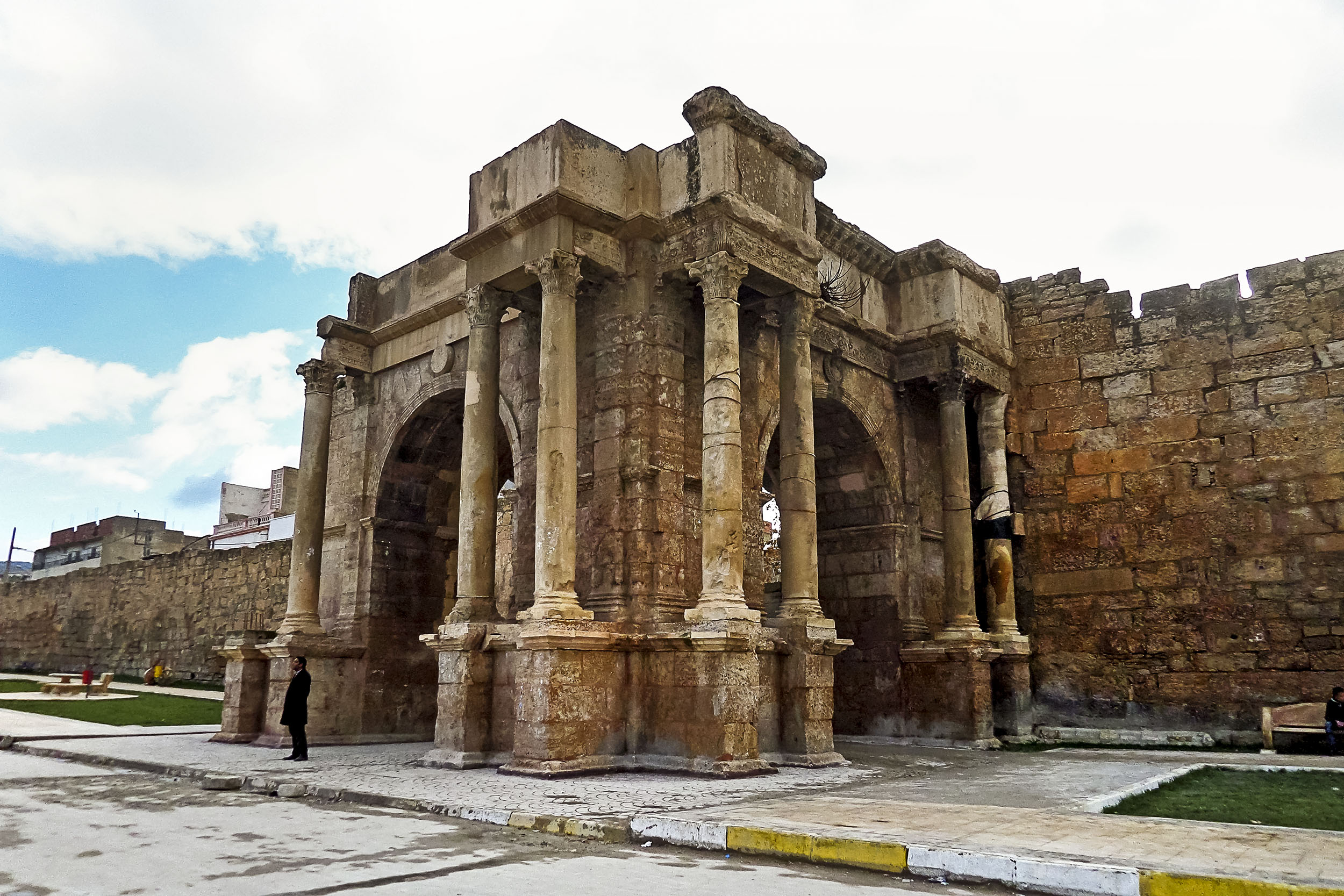
位於阿尔及利亚泰贝萨省的卡拉卡拉拱門
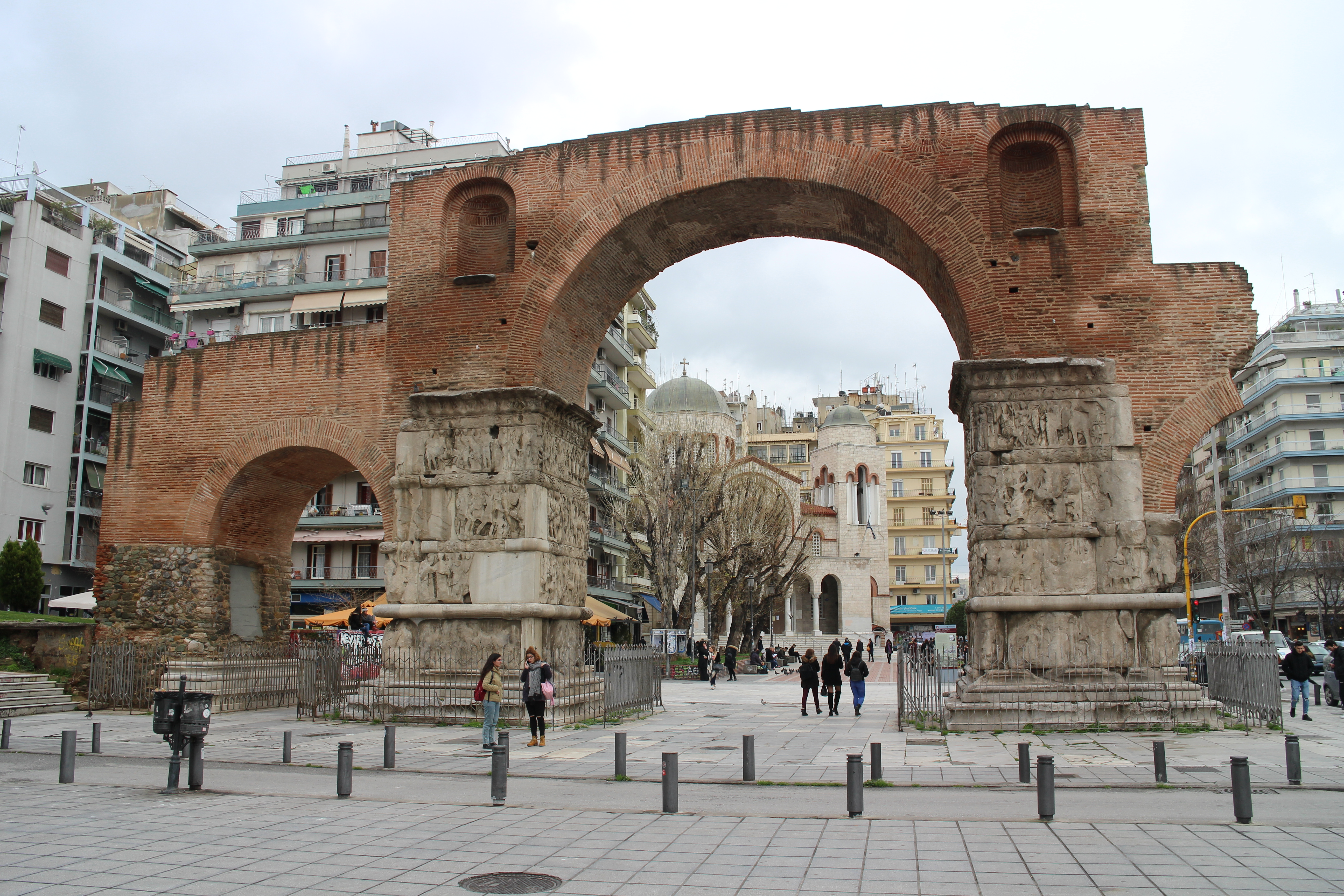
加莱里乌斯拱门建於公元298年-299年，為紀念加萊里烏斯打敗波斯的入侵。
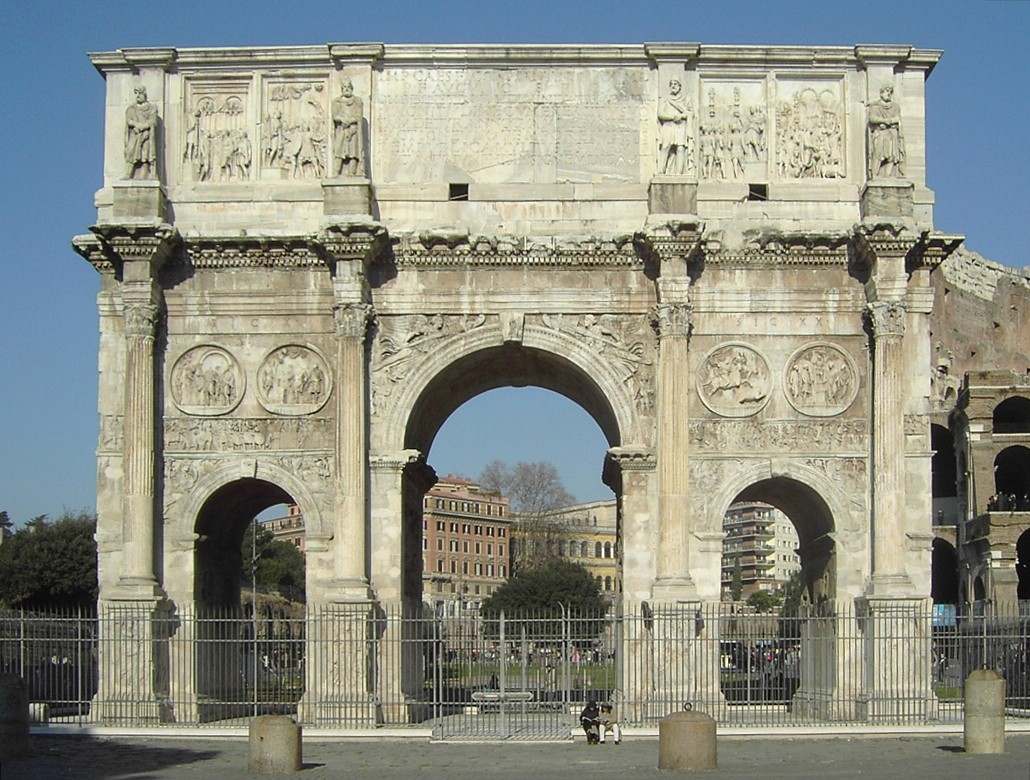
君士坦丁凱旋門，建於公元312-315年

大多數羅馬凱旋門都是在帝國時期建造的。到公元4世紀，羅馬共有36座凱旋門，但至今僅存三座凱旋門倖存下來——包括提图斯凯旋门（公元81年）、塞维鲁凯旋门（公元203-205年）和君士坦丁凱旋門（公元315年）。在羅馬帝國的其他城市也建造了許多凱旋門。單拱門最為常見，但也建造了許多三重拱門，其中奥朗日凯旋门（約公元21年）是現存最早的例子。從公元2世紀開始，有許多四角弓的例子：在十字路口豎立的方形凱旋門，四面都有拱形開口，尤其是在北非。羅馬和意大利的拱門建築圖拉真時代（公元98-117年）之後逐漸減少興建，但在公元2世紀和3世紀期間，羅馬凱旋門在各省仍然普遍興建；通常是為了紀念帝國訪問而建立。
人們對古羅馬人如何看待凱旋門知之甚少。公元1世紀的古羅馬作家老普林尼是唯一一位討論過它們的學者。他曾寫道，凱旋門成立的目的是「提升於普通世界之上」的尊貴人物形象，通常以帶有四輪馬車的雕像形式描繪。然而，羅馬帝國凱旋門的設計隨著時間的推移變得越來越複雜，並演變出一套規則化的特徵，顯然是為了向傳達許多資訊。
拱門的裝飾旨在作為對於戰役的勝利和勝利者的資訊為重點。它專注於事實意象，而非寓言。立面裝飾設有大理石柱，橋墩和閣樓裝飾有飛簷。雕刻的面板描繪了勝利和成就、勝利者的事蹟、敵人繳獲的武器或凱旋遊行本身。拱肩通常描繪维多利亚的勝利，閣樓則常刻有命名、讚美勝利者的題詞。內部通道也裝飾有浮雕和獨立雕塑，一些凱旋門上方有一尊雕像，或是一組描繪皇帝或將軍乘坐四輪馬車的雕像。羅馬凱旋門上的銘文也具有非常精細的切割，有時還會鍍金。每個字母的形式和它們之間的間距也經過精心設計，以實現最大程度的辨識，並沒有任何華麗的裝飾，強調羅馬人對秩序的品味。這種後來成為字体排印学的概念，直到今天仍然具有一定的影響力。

羅馬凱旋門上的裝飾
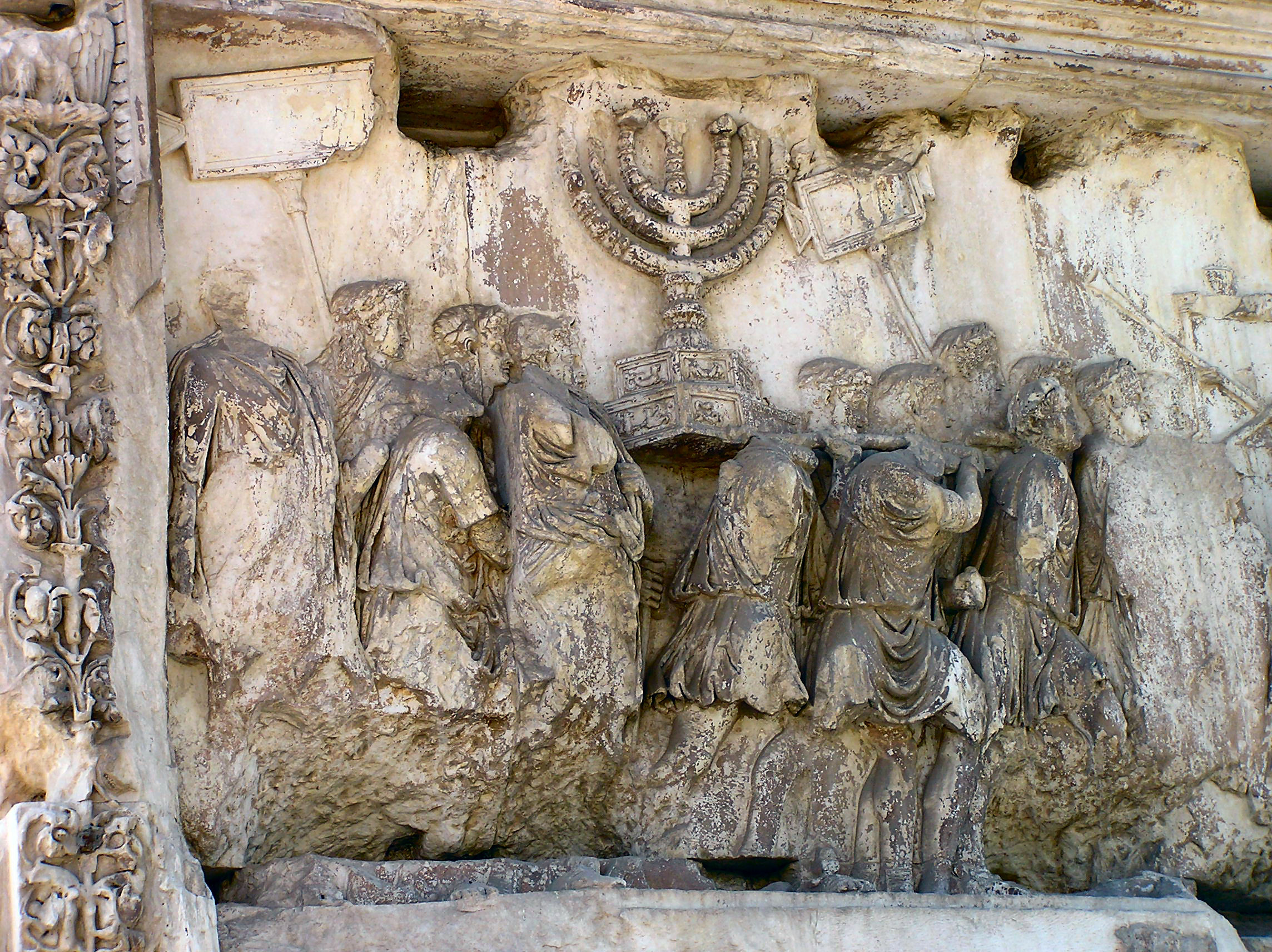
提圖斯凱旋門上描繪的提圖斯凱旋隊伍，展示了公元81年從耶路撒冷繳獲的戰利品
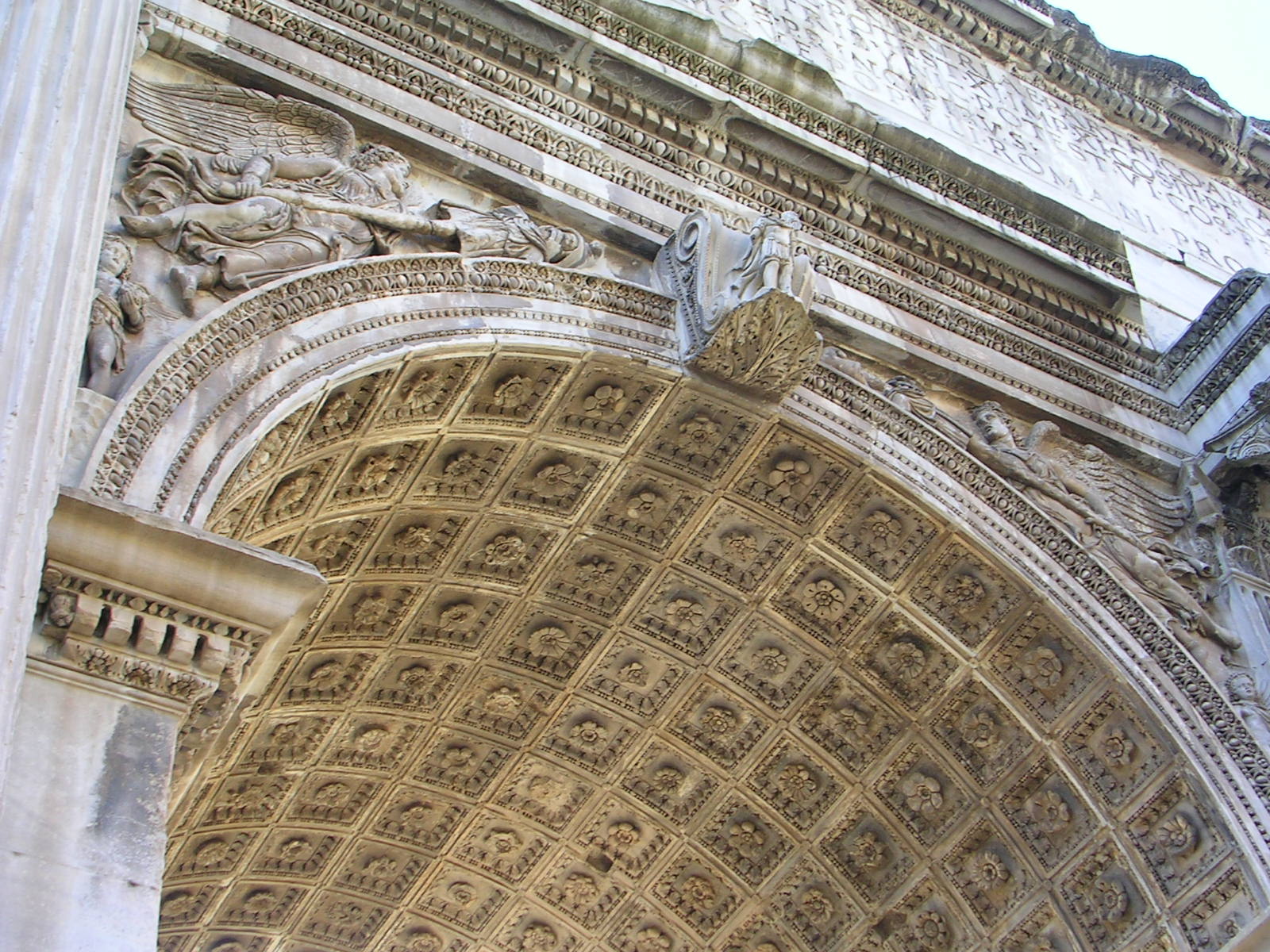
塞维鲁凯旋门精美的雕刻和格子拱頂
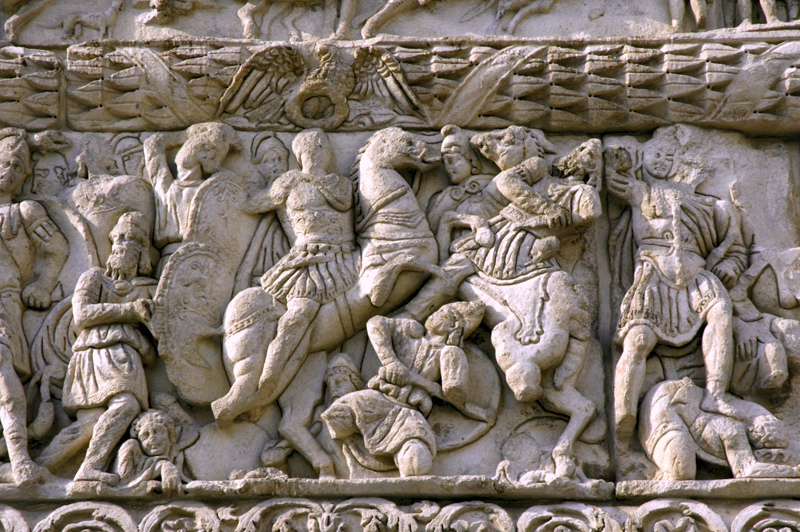
加萊里烏斯拱門的雕刻，展現了伽列里烏斯（左）攻擊納爾塞斯（右）的戰役
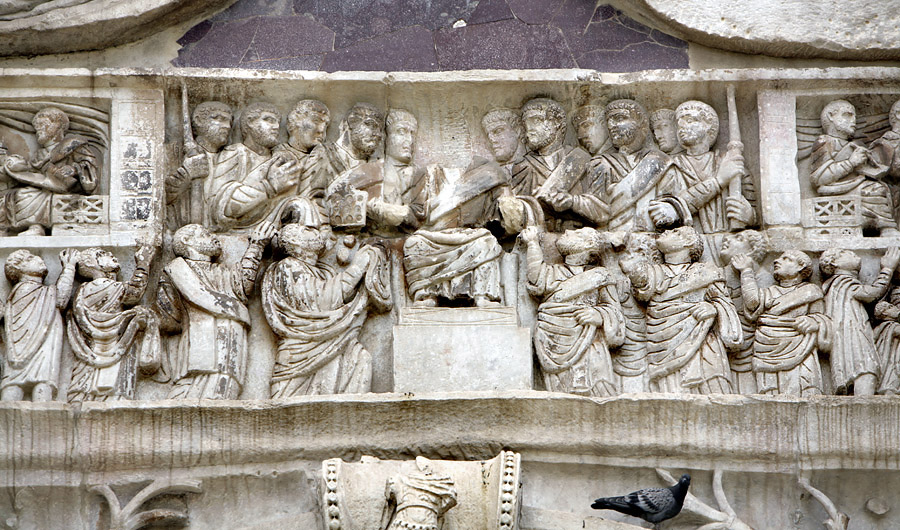
君士坦丁凱旋門上的門楣，描繪君士坦丁一世向人民分發禮物的情景

### 後羅馬凱旋門

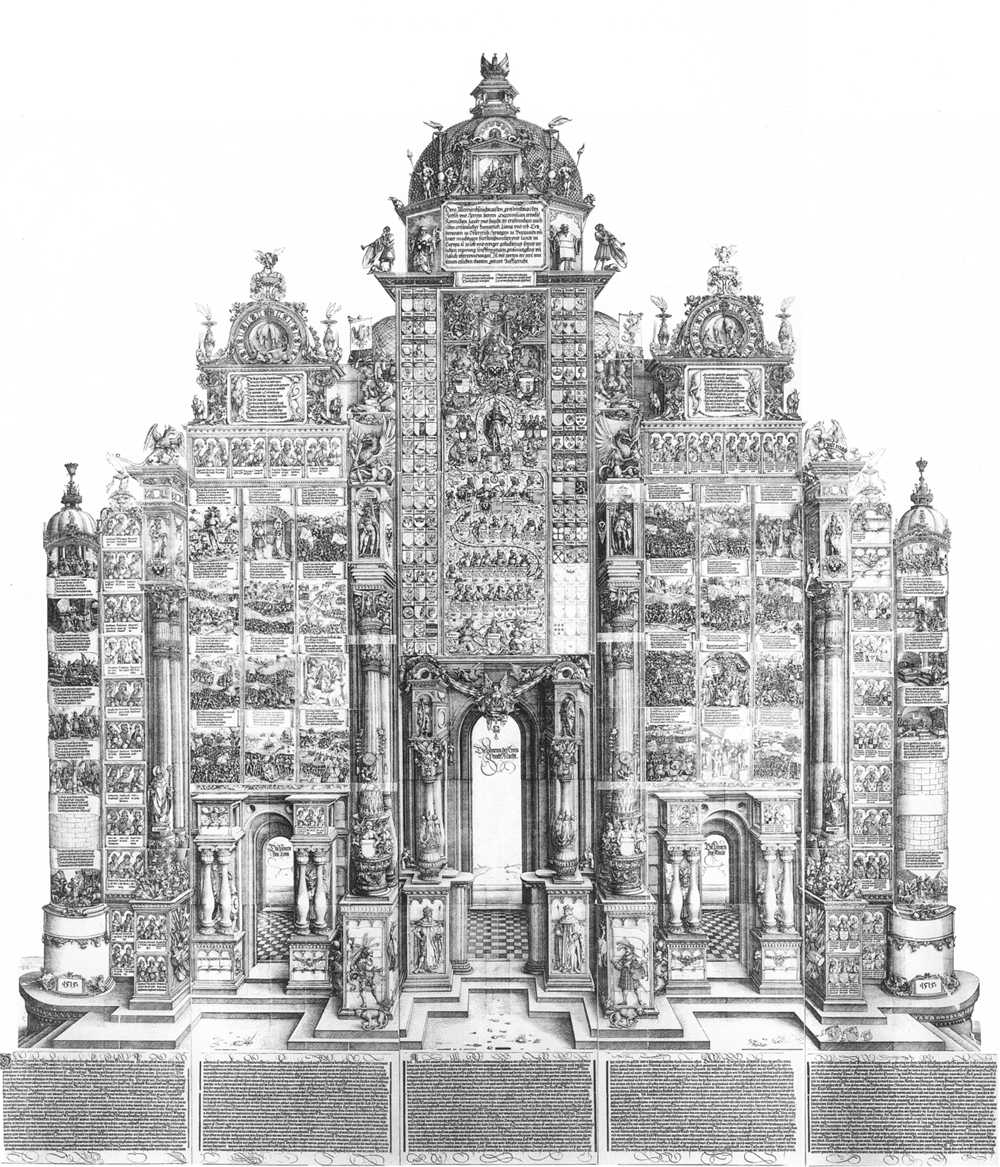
阿尔布雷希特·丢勒的《Triumphal Arch》，1515年

羅馬的凱旋門在罗马帝国的衰落後很長一段時間內，由於作為過去羅馬帝國輝煌的代表和國家權力的象徵，使得凱旋門仍然被人們重視。洛爾施隱修院實際也是故意模仿羅馬凱旋門而建造的，以表示加洛林帝國與前身羅馬帝國之間的連續性。然而，直到文藝復興時期到來，各地的統治者才試圖通過建造自己的凱旋門，系統地將自己與古羅馬的遺產聯繫起來。最早的拱門之一是位於那不勒斯新堡的「阿拉貢凱旋門」，是由阿拉貢的阿方索五世於144年豎立，卡普阿門也採用相似的設計，到16世紀末，凱旋門已與宮廷劇院、國家盛典、軍事防禦工事密切相關。凱旋門的圖案也開始融入了市政廳和教堂等公共建築的外牆。
由板條和石膏製成的臨時凱旋門通常是為皇室成員豎立的。與羅馬征服者豎立的永久性拱門不同，文藝復興時期的統治者經常建造一排拱門，並通過這些拱門舉行遊行，並標明了在每個階段傳達特定資訊的重要地點。例如，新當選的教宗可以建造的臨時凱旋門下穿過羅馬的街道。或是為了王朝婚禮而特地建造的。1585年，當薩沃伊公爵卡洛·埃马努埃莱一世與西班牙公主卡特琳娜·米蓋拉舉辦婚禮時，也曾建立了臨時凱旋門。
此外，此時也留存許多凱旋門的圖像，雖然臨時凱旋門通常在使用後被拆除，但廣泛分佈的版畫中也對當時時代的凱旋門進行了詳細的記錄。雕刻的媒介，也讓觀眾從而得知凱旋門所呈現的寓言和銘文的關鍵訊息。然而，有時所描繪的拱門甚至不是真實的結構，而完全是作為皇家宣傳的虛構表現而存在。一個著名的例子是阿尔布雷希特·丢勒的《Triumphal Arch》 ，該畫是神聖羅馬帝國的皇帝馬克西米利安一世所委託創作，是有史以來最大的印刷品之一，高3.75公尺（12.3 英尺）。
當波旁王朝和拿破仑一世因帶領法國對抗一系列的反法同盟，他在歐洲大陸建立霸權時，同時為了彰顯自身的勝利而人率先建造了新的永久性凱旋門。這一時期最著名的拱門是建於1806年至1836年的巴黎凯旋门。
到了近代，凱旋門曾被視為獨裁者的權力宣言和國力強化的象徵性。阿道夫·希特勒曾計劃在柏林建造世界上最大的凱旋門。拱門比以前建造的任何拱門都大得多，寬550英尺（170公尺），深 92英尺（28公尺），高392英尺（119公尺），原本打算刻上德國在第一次世界大戰中陣亡的180萬人的名字。然而，該項目建設從未開始。朝鮮獨裁者金日成最後則於1982年在平壤市建造了世界上最大的凱旋門。
凱旋門的形式也被用於其他目的，特別是建造紀念性拱門和城門，例如柏林的勃蘭登堡門、紐約市的華盛頓廣場拱門或新德里的印度門，或簡單的歡迎儀式拱門，例如巴塞羅那的凱旋門，儘管以凱旋門為原型，但它們的建造目的卻截然不同：主要以紀念戰爭傷亡，民事事件（例如國家獨立），或為城市提供紀念性儀式等，而不是傳統的慶祝軍事勝利。

後羅馬凱旋門
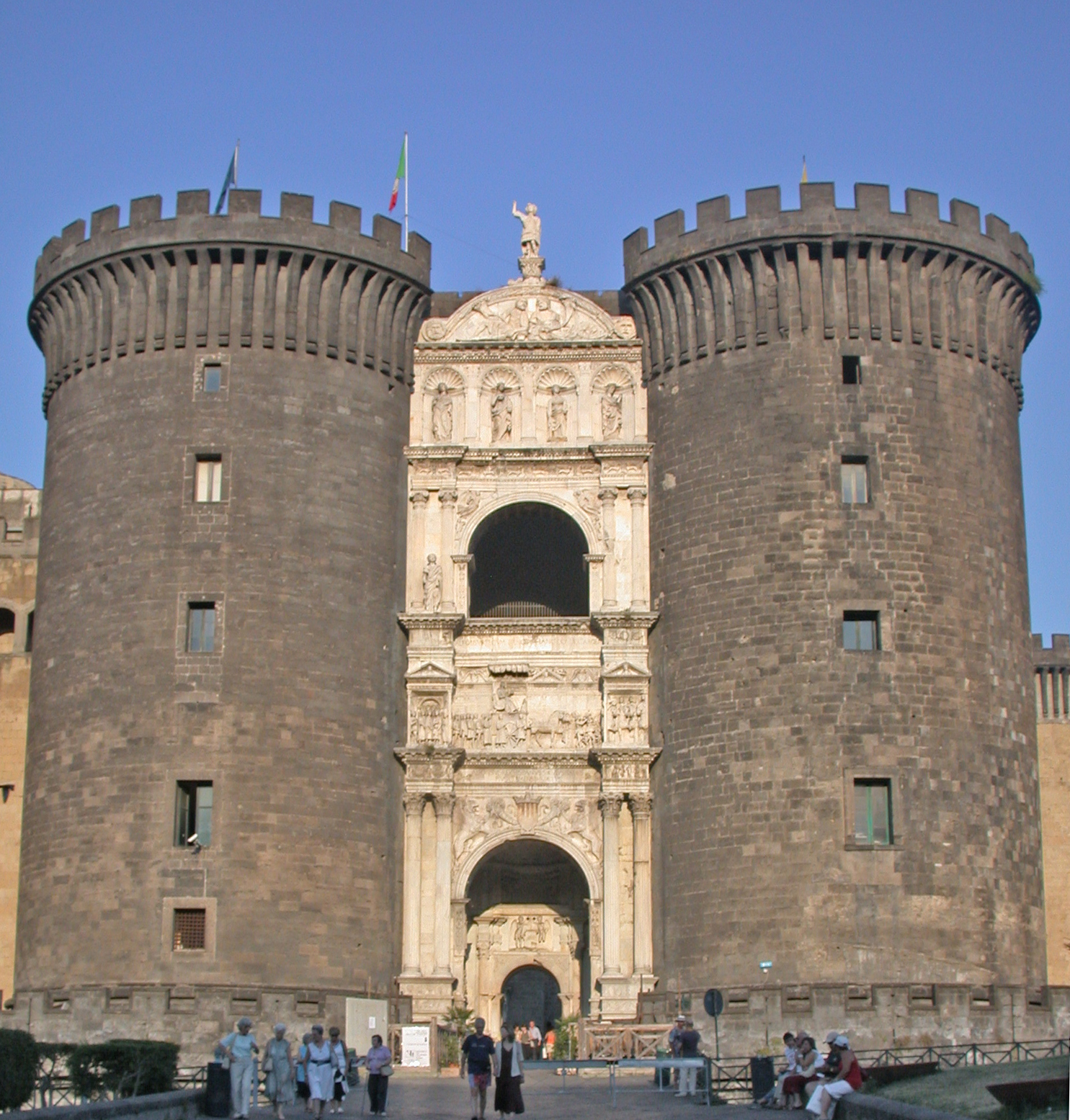
那不勒斯新堡的阿拉貢凱旋門，為紀念阿拉貢在戰役後勝利統治那不勒斯而建造
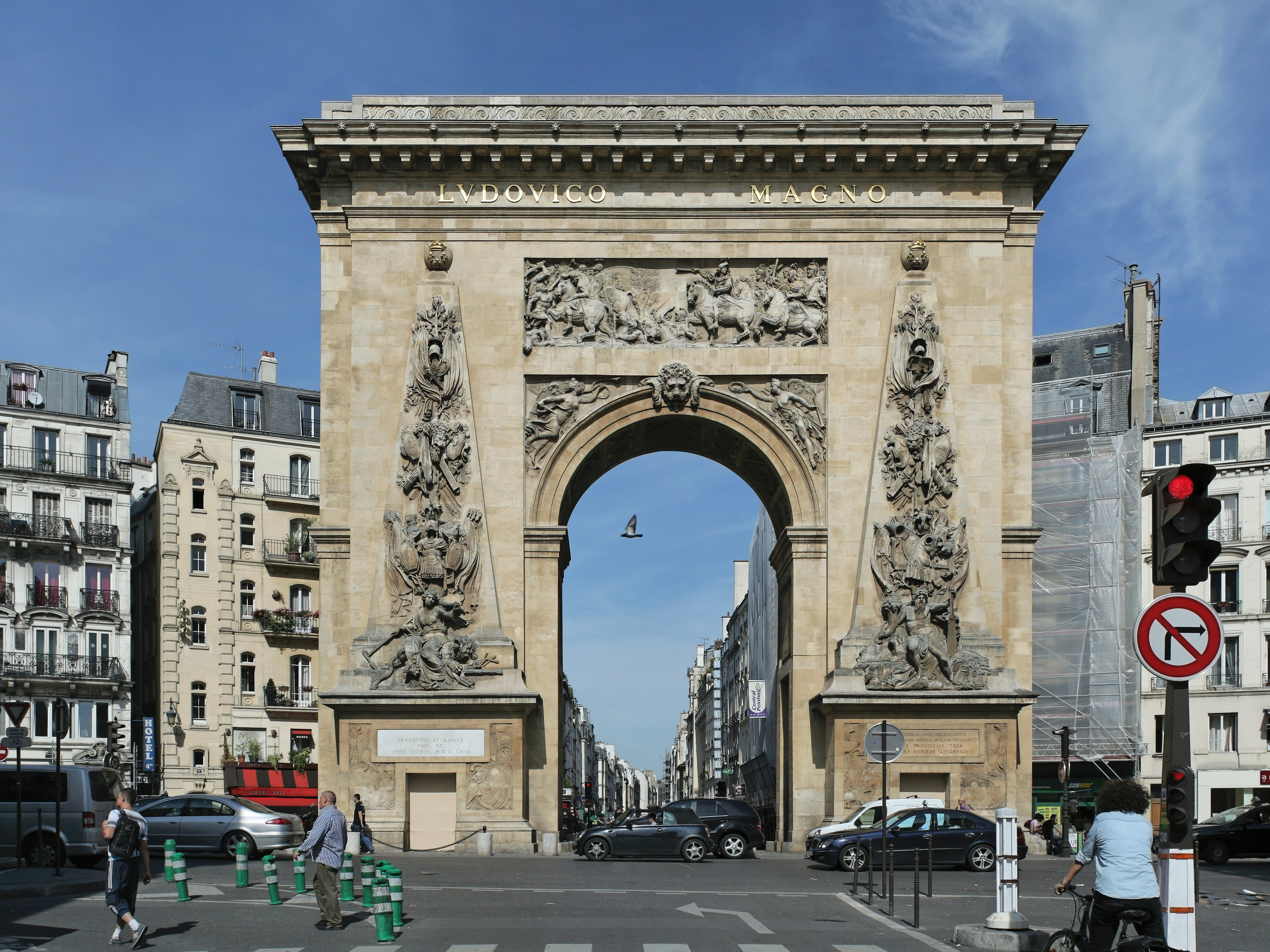
巴黎聖但尼門，為紀念法國路易十四的勝利而建
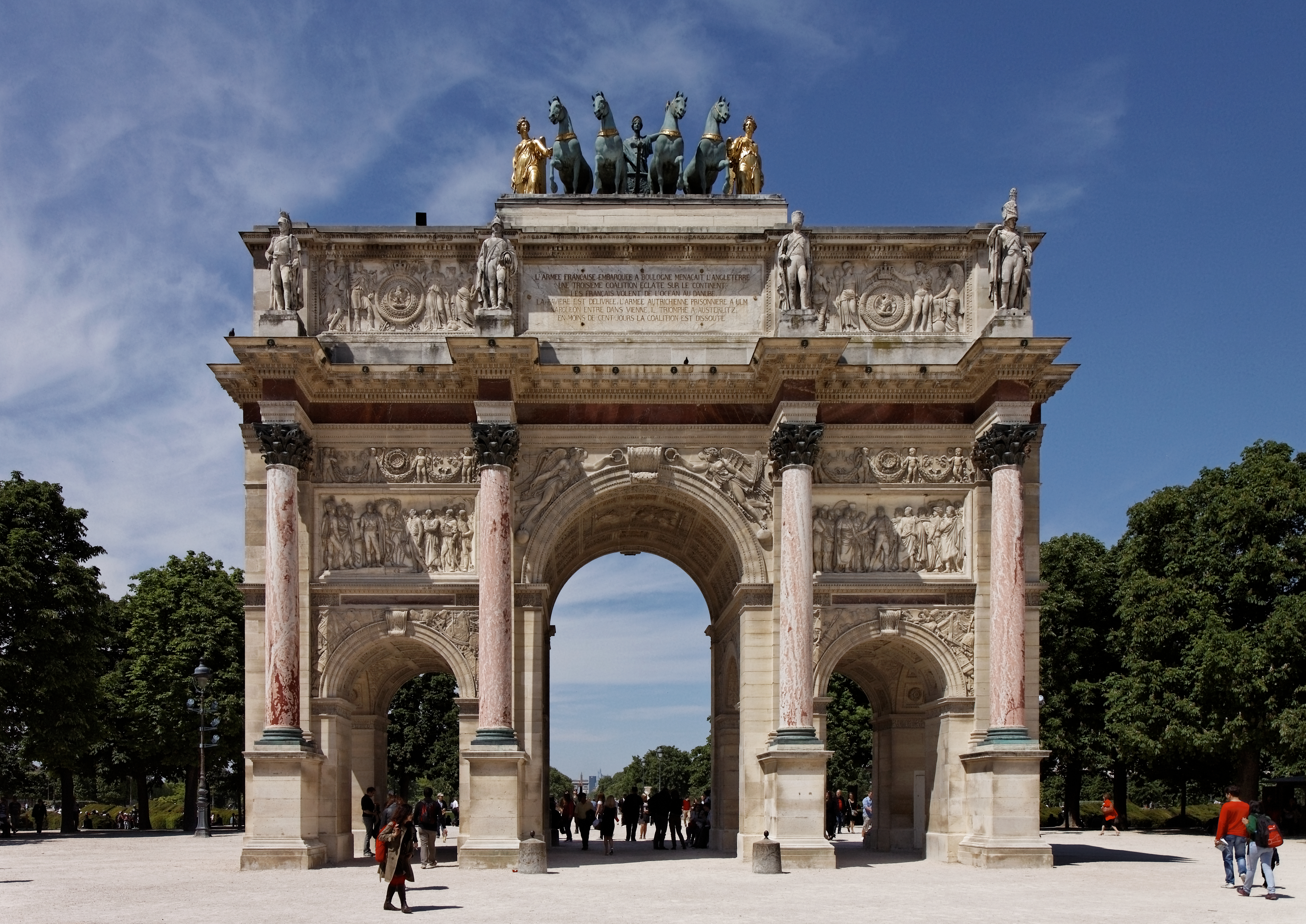
卡鲁塞尔凯旋门，建於1806年至1808年之間，以紀念拿破崙的勝利
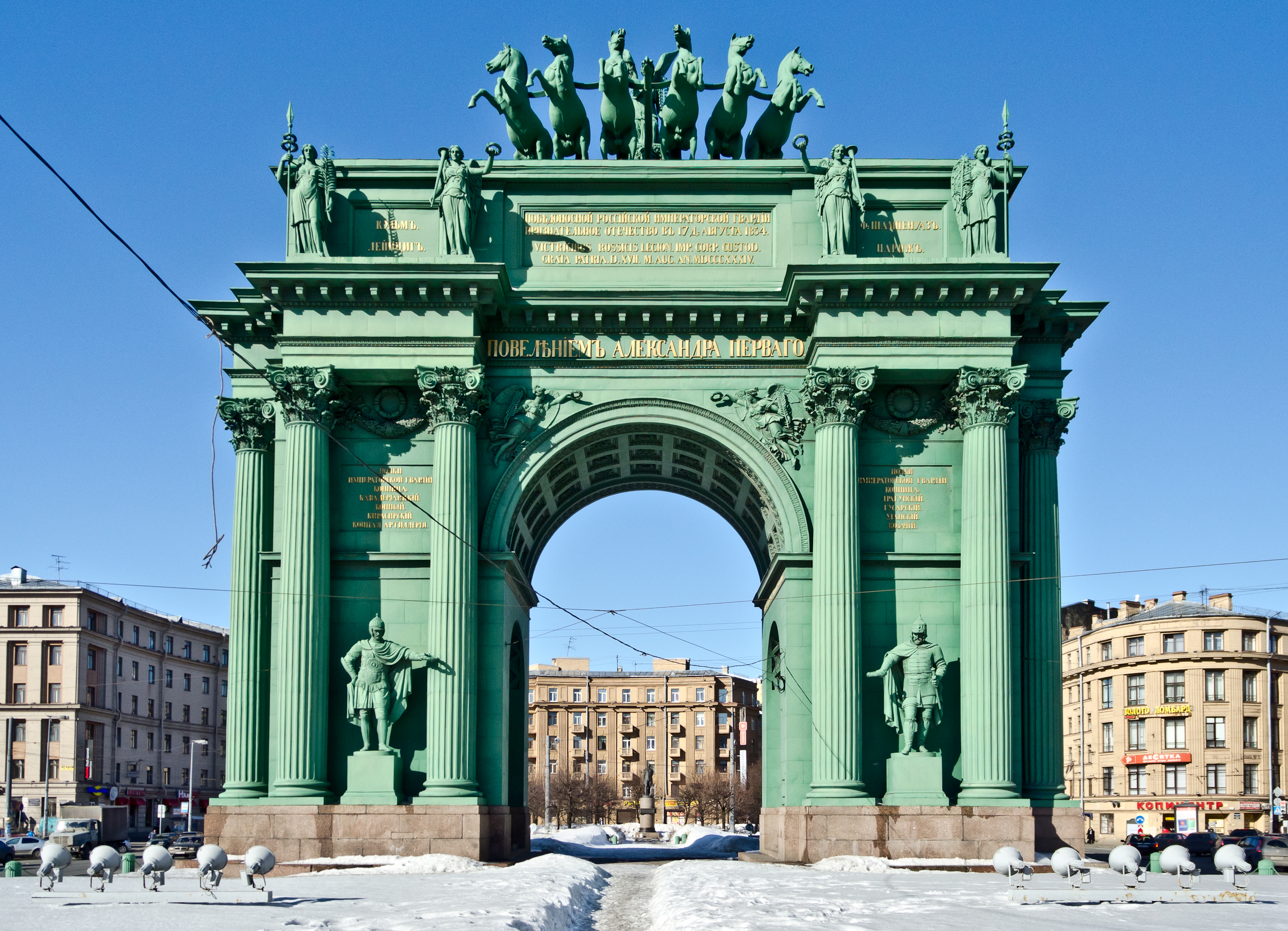
位於聖彼得堡的納爾瓦凱旋門，由賈科莫·誇倫吉（Giacomo Quarenghi）設計，建於1814年，以紀念俄羅斯戰勝拿破崙
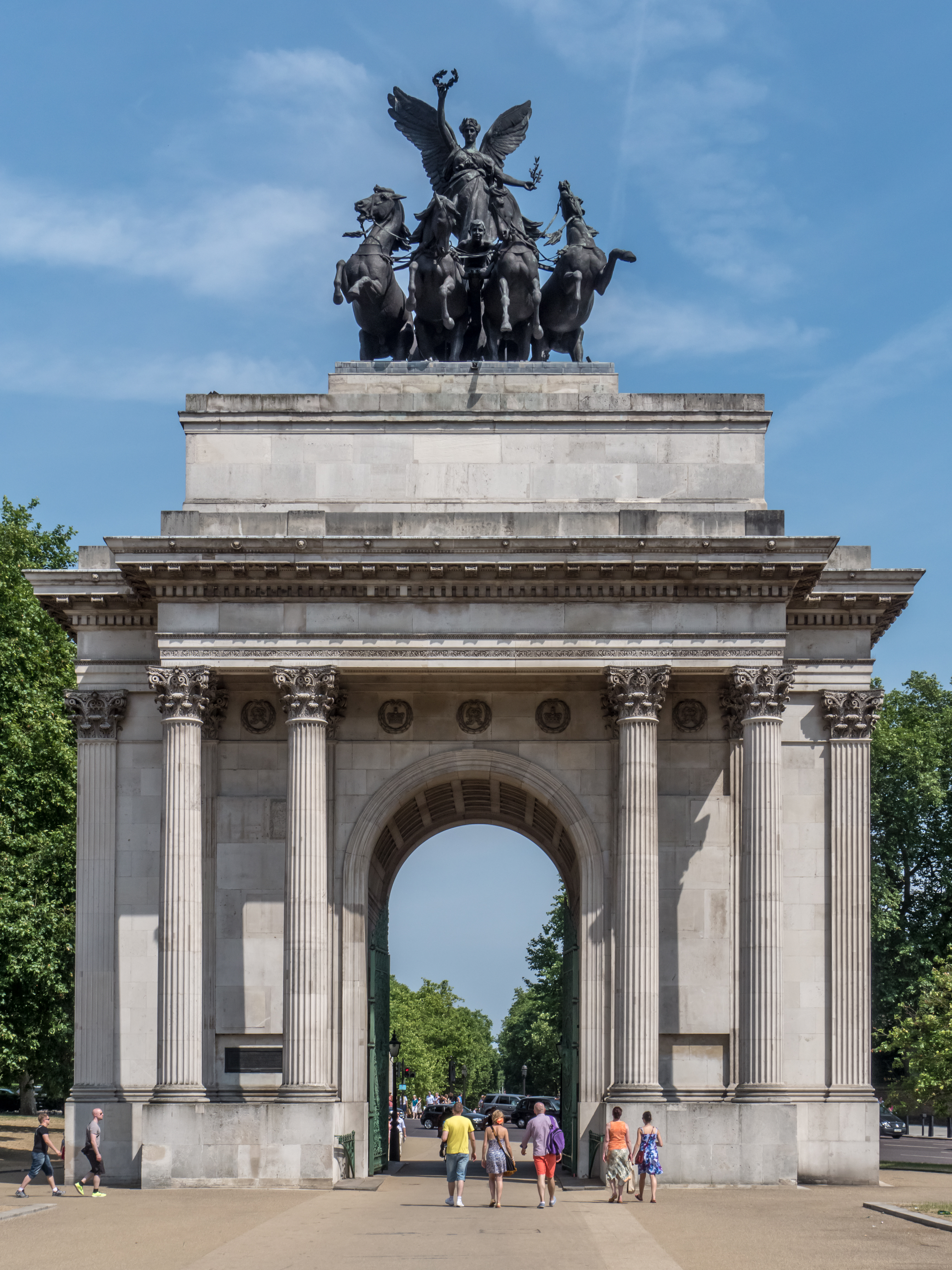
位於倫敦的威靈頓拱門，建於1826–30年，以紀念英國在拿破崙戰爭中的勝利
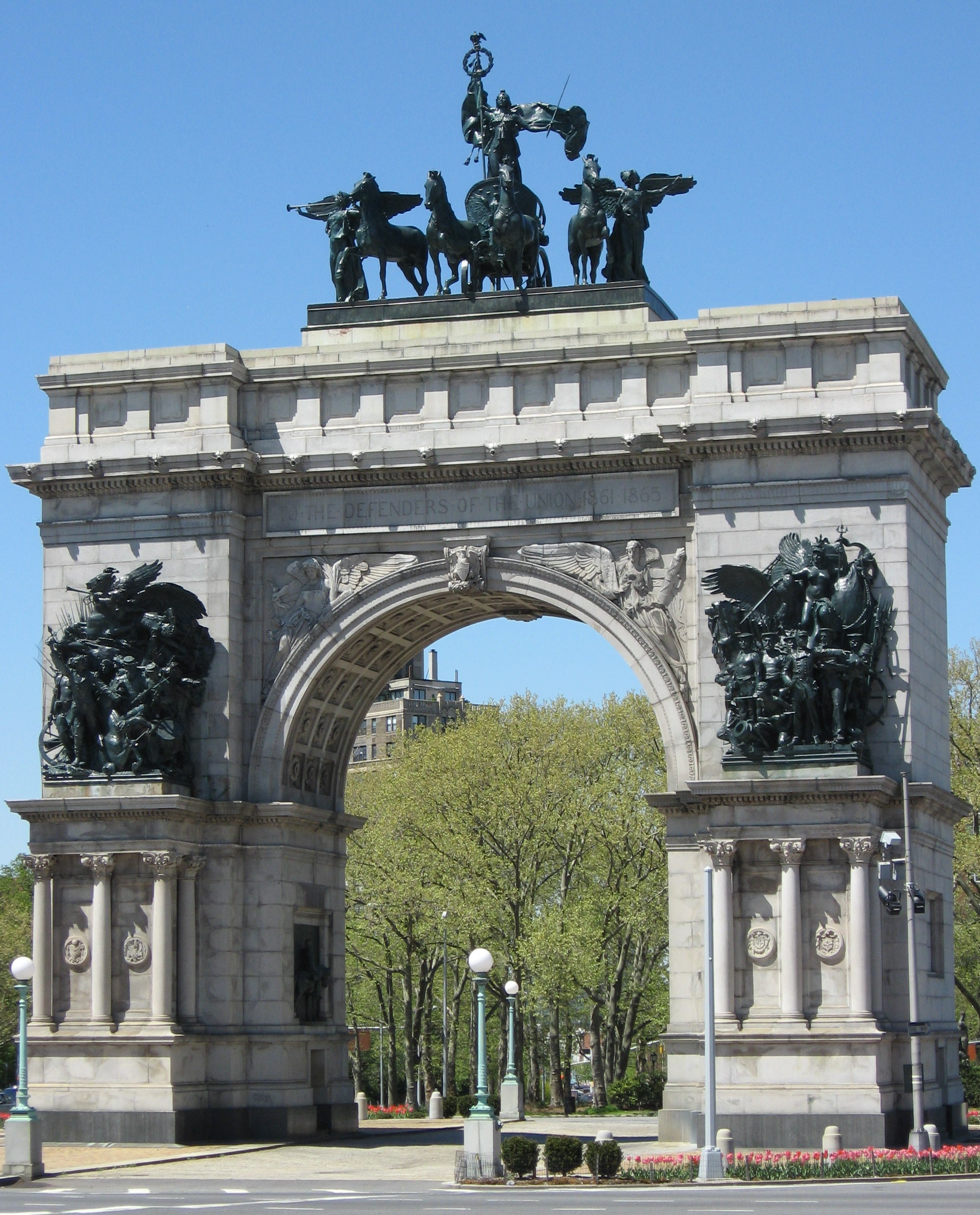
位於紐約市的战士和水手拱门 建於1889–92年，以紀念美國戰勝美利堅聯盟國。
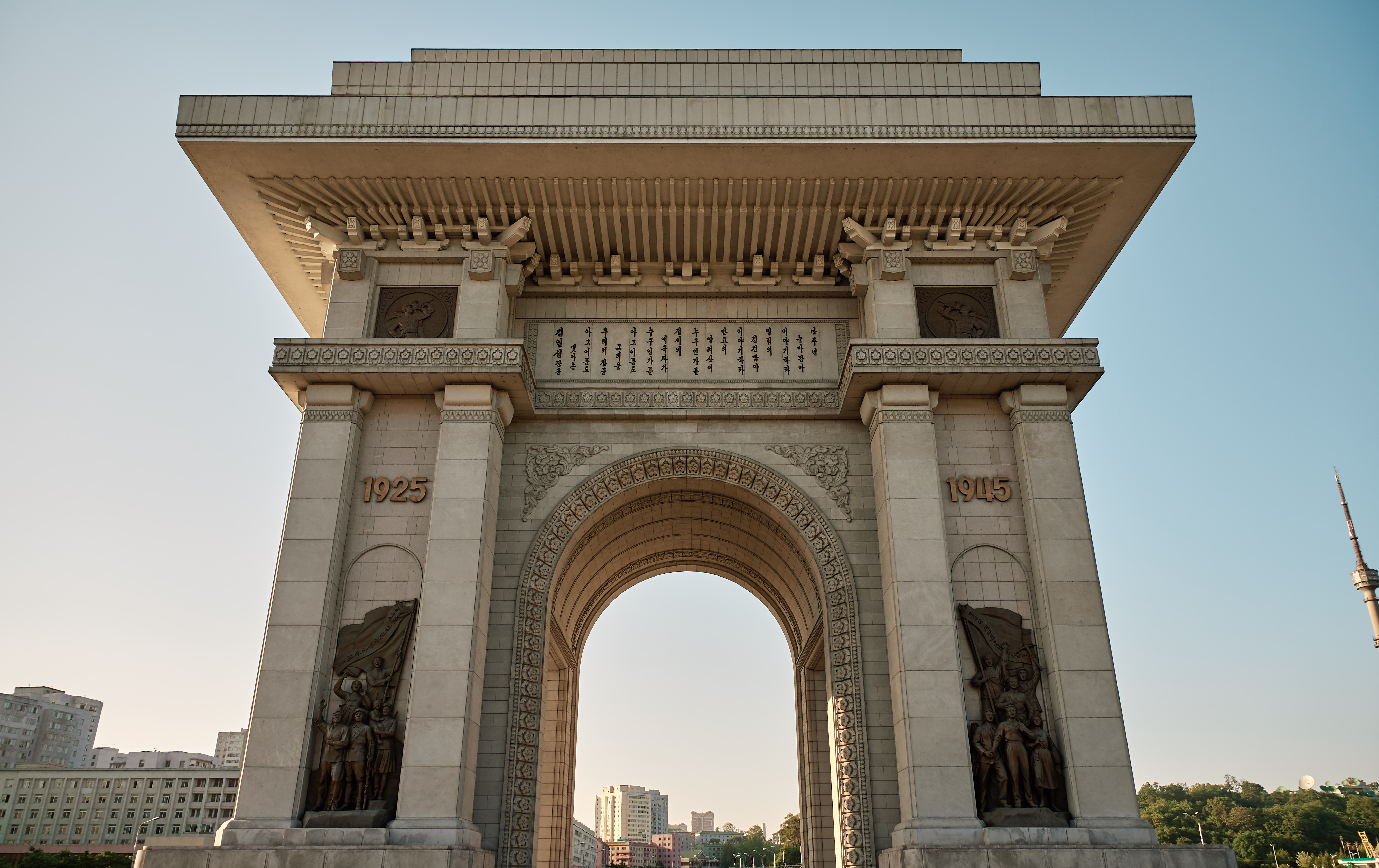
平壤凱旋門，世界第二高的凱旋門，建於1982年，以紀念朝鮮1925年至1945年抗日戰爭以及金日成70大壽。